# Manatha albipes
Manatha albipes är en fjärilsart som beskrevs av Moore 1877. Manatha albipes ingår i släktet Manatha och familjen säckspinnare. Inga underarter finns listade i Catalogue of Life.